# Grayson McCouch
Grayson Jonathan McCouch (ur. 29 października 1968 w Nowym Jorku) – amerykański aktor. Nominowany do nagrody Emmy 2006 dla najlepszego aktora drugoplanowego w serialu dramatycznym za rolę Dustina „Dusty’ego” Donovana w operze mydlanej CBS As the World Turns (2003–2010).

## Życiorys
Urodził się w Nowym Jorku jako syn Riny (Plotnik), artystki muzyka, i Donalda McCoucha, bankiera. Jego matka pochodziła z Izraela i służyła w Siłach Obronnych Izraela. Jego siostra Hannah jest pisarką. Dorastał na północnych przedmieściach Nowego Jorku. Uzyskał stopień Bachelor of Arts (z wyróżnieniem) w Hamilton College, a później studiował na British American Drama Academy, gdzie realizowany był program Uniwersytetu Oksfordzkiego i Uniwersytetu Yale.
Spędził cztery sezony na Festiwalu Teatralnym Williamstown w Massachusetts, występując w takich sztukach jak Kariera Arturo Ui (Arturo Ui) Bertolta Brechta, Wizyta (The Visit), Opera za trzy grosze, Sen nocy letniej, Kto sieje wiatr (Inherit the Wind) i Księżycowy kamień (The Moon Stone). Podczas pobytu w Londynie zagrał także w sztuce Electra na scenie Almeida Theater oraz w przedstawieniu Kobieta strzeże się kobiety (Women Beware Women) w Royal Court.
Po powrocie do Nowego Jorku swoją karierę na szklanym ekranie rozpoczął od roli doktora Morgana Winthropa w operze mydlanej NBC Inny świat (Another World, 1993-1996). Wystąpił w serialach: Beverly Hills, 90210 (1997), Dziedzictwo (Legacy, 1998), Forbidden Island (1999) i Całe dusze (All Souls, 2001). Na kinowym ekranie zadebiutował rolą konsultanta misji, porucznika Grubera w katastroficznym deszczowcu fantastycznonaukowym Michaela Baya Armageddon (1998).
Od 18 lutego 2003 do 17 września 2010 znalazł się w obsadzie opery mydlanej CBS As the World Turns, gdzie zastąpił Briana Blooma, wcielając się w postać Dustina Donovana, pierwszą miłość Lily Snyder.
Założył Graystone Acting Studio na Manhattanie. Swój wolny czas poświęca na gry sportowe, jazdę konną i podróżowanie.

## Filmografia

### filmy fabularne
- 1997: Grzesznica (Sins of the Mind) jako Roger
- 1998: Armageddon jako Gruber
- 1999: Hermetyczny (Airtight, TV) jako Rat Lucci
- 2003: Projekt „Momentum” (Momentum, TV) jako Zachary Shefford
- 2005: Throttle jako Tom Weaver
- 2008: The Apostles (TV) jako Iron Mike Brinjak

### seriale TV
- 1995: Misteria Cosby (The Cosby Mysteries) jako Felix Cross
- 1993–1996: Inny świat (Another World) jako dr Morgan Winthrop
- 1997: Beverly Hills, 90210 jako Larry Lincoln
- 1998-1999: Dziedzictwo (Legacy) jako Sean Logan
- 1999: Forbidden Island
- 2001: Całe dusze (All Souls) jako dr Mitchell Grace
- 2002: Tajne akcje CIA (The Agency) jako Omar
- 2003-2010: As the World Turns jako Dustin „Dusty” Donovan #2
- 2005: W potrzasku (Throttle) jako Tom Weaver
- 2005: E5 jako Tom Weaver
- 2012: W sercu Hollywood jako Don Masters
- 2014-2019: Gotham jako dr Thomas Wayne
- 2015: Szpital miejski jako Kyle Sloane